# Tokio in der Dämmerung
Tokio in der Dämmerung (japanisch 東京暮色, Tōkyō Boshoku) ist ein japanischer Film aus dem Jahr 1957 des Regisseurs Yasujirō Ozu. Es ist ein besonders dunkler Film mit Chishū Ryū und seinen Filmtöchtern Setsuko Hara und Ineko Arima in den Hauptrollen.

## Handlung

Filmplakat

Akiko Sugiyama wohnt zu Hause und studiert an einer Fachschule englische Stenographie. Ihre ältere Schwester Takako ist verheiratet mit dem Professor Yasuo Numata, der schwierig geworden ist und der öfter betrunken gesehen wird. Nun ist sie mit ihrer kleinen Tochter in das Haus ihres Vaters Shūkichi, der Bankangestellter ist, zurückgekehrt.
Es entwickeln sich mehrere Handlungsstränge: Akiko ist mit Kenji Kimura liiert, einem jungen Mann, der keiner geregelten Arbeit nachgeht. Sie sucht ihn an verschiedenen Orten, findet ihn schließlich und erklärt ihm, dass sie schwanger ist. Er ist gar nicht von der Neuigkeit begeistert und verdrückt sich. Sie lässt schließlich das Kind abtreiben.
Ein zweiter Handlungsstrang entsteht, als Akiko bei der Suche nach Kenji in einem Mahjong-Salon dort auf die Chefin Soma Kikuko trifft. Diese gibt sich als ehemalige Nachbarin aus, fragt, wie es Akikos Familie gehe. – Die Tante der Töchter, Shigeko Takeuchi, besucht ihren Bruder und erzählt, sie habe in einem Kaufhaus zufällig seine ehemalige Frau getroffen. Diese habe berichtet, dass sie, während Shūkichi Dienst in Korea hatte, mit dem Hausfreund weggegangen und in die Mandschurei gezogen sei. Dieser Mann sei dann aber gestorben, so dass sie nach Tōkyǒ zurückgegangen sei und nun mit ihrem neuen Mann Sakae Soma den Salon betreibe. Der möchte aber wegen besserer Arbeit nach Muroran auf Hokkaidō, während sie lieber in Tōkyō sein will.
Akiko besucht ihre Mutter, bedrängt sie, wer ihr Vater sei. Die Mutter antwortet, das sei ihr jetziger Vater, und bittet sie, das zu glauben. Die nächste Szene wird mit einem Blick auf einen Bahnübergang eingeleitet. Akiko betritt den Nudel-Imbiss in der Nähe und lässt sich in trauriger Stimmung Sake einschenken. Kenji kommt zufällig, behauptet aber, er habe die ganze Zeit nach ihr gesucht. Sie ohrfeigt ihn und läuft hinaus. Dann hört man die Bahn, Läuten und Pfeifsignale. In der folgenden Szene liegt Akiko verletzt im Krankenhaus, sagt schwach zu ihrem Vater und ihrer Schwester, sie möchte ihr Leben noch einmal ganz neu beginnen. Die Szene schließt mit dem Blick auf das sich langsam bewegende Pendel einer Standuhr.
Takako besucht schwarz gekleidet den Majong-Salon und berichtet, Akiko sei tot und die Mutter sei schuld daran. Die Mutter will nun doch weg aus Tokio, kommt vorher aber mit Blumen zu Sugiyamas Haus, wo sie Takako trifft, die kühl bleibt, aber nach dem Weggang der Mutter weint. In der folgenden Szene sitzt die Mutter mit ihrem Mann im abfahrtbereiten Zug nach Hokkaidō. Die Mutter geht ans Fenster und wartet auf Takako, während daneben eine lärmende Studentengruppe einen Kommilitonen verabschiedet. Takako kommt aber nicht.
In der letzten Szene packt Takako ihre Sachen. Sie hat sich entschlossen, zu ihrem ungeliebten Mann zurückzukehren, damit ihre Tochter mit beiden Eltern aufwachsen kann. Am nächsten Morgen ist der Vater nun alleine, macht sich für die Arbeit fertig, unterstützt von der Haushälterin. Der Film schließt mit dem langsam zur Arbeit gehenden Vater.

## Hintergrund
Viele Szenen beginnen mit der Ozu-typischen Kamera-Einstellung: Die Kamera steht tief, wird nicht geschwenkt und zeigt den Blick entlang eines Flures auf einen Querflur oder den Blick entlang einer kurzen Straße auf eine Querstraße. Der die Szenen einleitende Blick nach draußen zeigt die Hässlichkeit des schnell wiederaufgebauten Tokio. Eine angenehme Ausnahme bildet der Blick auf den Hauseingang der Sugimuras auf der Höhe eines Hangweges.
Leise Musik erklingt, die eher die Standbilder untermalt als verbale Auseinandersetzungen unnötig dramatisch zu verstärken. Nie scheint die Sonne, es ist winterlich kalt, gelegentlich fällt Schnee. Die Beamten auf der Polizeiwache arbeiten in Mänteln. Der vergangene Krieg ist noch gegenwärtig mit auseinandergerissenen Familien als eine seiner Folgen. Wie in anderen Filmen bleibt der Vater zum Schluss alleine. Allerdings verliert er sonst die Töchter durch glückliche Heirat.